# Madhur Mittal
Madhur Mittal, född 1991 i Agra, är en indisk skådespelare mest känd från rollen Salim Malik i filmen Slumdog Millionaire som fick 10 nomineringar till Oscar 2009 och vann som bästa film